# Monolithe
Monolithe – zespół muzyczny z gatunku funeral doom, założony w 2001.

## Muzycy
- Sylvain Bégot - gitary, instrumenty klawiszowe
- Marc Canlers - gitara basowa
- Richard Loudin - śpiew
- Nicolas Chevrollier - gitara
- Benoît Blin - gitara

## Dyskografia
- Monolithe I (2003)
- Monolithe II (2005)
- Interlude Premier (EP, 2007)
- Interlude Second (EP, 2012)
- Monolithe III (2012)
- Monolithe IV (2013)
- Epsilon Aurigae (2015)
- Zeta Reticuli (2016)